# Dani Áron
Dani Áron (Kolozsvár, 1991. január 27. –) magyar atléta, a BEAC (Budapesti Egyetemi Atlétikai Club) középtávfutója, magyar bajnok, többszörös korosztályos és felnőtt válogatott.

## Eredményei

### Korai évek
2004-ben a serdülő korúak között lett hatodik 2000 méteren, és harmadik a minimaratonon 6 km-en. 2005-ben 3000 méteren tizedik lett a fedettpályán, és harmadik szabadtéren. Utolsó éves serdülőként 3000 méteren fedettpályán és szabadtéren is ezüstérmet szerzett . Az ifjúsági korúak között csak a második évben tudott dobogóra érni, előbb 2000 méter akadályfutásban, élete első akadályfutó versenyén lett első, majd másnap 3000 méteren lett második. Junior korúként kétszer nyerte meg a fedettpályás 3000 métert, 2009-ben akadályon második, a Mezei bajnokságon harmadik lett. 2010-ben 3000 méter akadályfutásban is megszerezte az első győzelmét, a váltó ob-n pedig ugyancsak első helyet ért el a BEAC csapatával, míg 800 méteren bronzérmet szerzett. Ugyanebben az évben második lett élete második felnőtt országos bajnokságán. Mindhárom korosztályban volt korosztályos válogatott, 2006-ban és 2008-ban 3000 méteren (3. és 2. hely), 2009-ben 1500 méteren (4. hely), míg 2010-ben 3000 méter akadályon állt rajthoz (1. hely). 2010-ben junior korúként indult az utánpótlás korúak válogatott viadalán is, ahol a harmadik helyet szerezte meg.

### Utánpótlás korosztály
Az utánpótlás korúak között 2011-ben és 2013-ban nyert akadályfutásban, utóbbi mellett ezüstérmet szerzett 800 méteren. 2012-ben 4x400 méteren, 1500 méteren és 5000 méteren is indult, ahol két bronz- és egy ezüstéremmel a nyakában állhatott dobogóra. Ugyanebben az évben második volt a 10 000 méteres bajnokságon. 2011-ben egy esés miatt csak negyedik lett a Magyar Atlétikai Bajnokságon, a következő évben 1500 és 5000 méteren indult, mindkét számban hatodik helyen ért célba. Utánpótlás-válogatottként két Mezei Európa-bajnokságon vett részt, 2011-ben és 2012-ben egyaránt a magyar csapat legerősebb tagjának bizonyult, míg a 2012-es U23-as válogatott viadalon első lett akadályon. 2013-ban ugyanebben a számban kilencedik lett a Tallini U23-as Európa-bajnokságon, és első a felnőtt bajnokságon.

### Felnőtt pályafutása
2010-ben, 2014-ben-ben és 2015-ben második, 2013-ban első lett 3000 méter akadályfutásban. Fedettpályán 2013-ban és 2014-ben is bronzérmet szerzett 3000 méteren, 2011-ben és 2013-ban pedig a mezei, illetve 2013-ban a félmaratoni csapattal ugyancsak harmadik lett. 2014-ben és 2015-ben is felnőtt válogatott, 2015-ben a 12. helyen ért célba a Dél-Koreában megrendezett Universiadén.

## Egyéni rekordok
| Versenyszám    | Eredmény | Időpont | Helyszín  |
| -------------- | -------- | ------- | --------- |
| 800 m          | 1:54.74  | 2013    | Budapest  |
| 1500 m         | 3:47.65  | 2013    | Szekszárd |
| 3000 m         | 8:22.72  | 2014    | Budapest  |
| 3000 m akadály | 8:46.20  | 2013    | Tallinn   |
| 5000 m         | 14:36:56 | 2014    | Debrecen  |

## Díjai, elismerései
- MOL Tehetségtámogató Program; 2005, 2006, 2007
- Dr. Bácsalmási Péter Díj; 2008, 2009, 2012
- Dr. Nyerges Mihály Díj; 2011, 2014
- Újbuda Kiváló Sportolója; 2014